# 北斗ひかる
北斗 ひかる（ほくと ひかる 、5月10日 - ）は元宝塚歌劇団・雪組に所属、男役。
愛知県名古屋市出身。167cm。愛称は「はっぱ」。

## 略歴
- 1973年、59期生として宝塚歌劇団に入団。星組公演『花かげろう／ラ・ラ・ファンタシーク』[1]で初舞台を踏む。宝塚入団時の成績は49人中13位[1]。同期生に大地真央（元月組トップスター。俳優・松平健元夫人）、姿晴香（元星組トップ娘役）、平みち（元雪組トップスター）、未沙のえる、一樹千尋らがいる。
- 1974年4月[1]、雪組に配属。
- 1976年、『星影の人』新人公演で桂小五郎役に抜擢される。
- 1989年、雪組副組長に就任。
- 1990年11月28日[1]、宝塚歌劇団を退団。最終出演公演の演目は『黄昏色のハーフムーン／パラダイス・トロピカーナ』[1]。退団前には、同じ公演で退団した仁科有理と共にバウホールコンサート『微笑みをもう一度』を開催した。

## 宝塚歌劇団時代の主な舞台
凡例：バウ→宝塚バウホール、東宝→東京宝塚劇場、中日→中日劇場
- 1975年8月、『ベルサイユのばら -アンドレとオスカル-』新人公演：小公子（本役：山城はるか）
- 1976年6月、『星影の人』主題歌歌手、新人公演：桂小五郎（本役：常花代）／『Non, Non, No』[2][3]
- 1977年7月、『あかねさす紫の花』新人公演：有間皇子（本役：鳳城ひろき）／『ザ・レビュー』
- 1978年4月、『風と共に去りぬ』（東宝）新人公演：フランク・ケネディ（本役：尚すみれ）
- 1978年6月、『丘の上のジョニー』新人公演：ハル・グッドマン教授（本役：常花代）／『センセーション!』
- 1979年1月、『春風の招待』新人公演：ロベール（本役：尚すみれ）／『ハロー!ホリデー』
- 1979年8月、『朝霧に消えた人』新人公演：仙石弥三郎（本役：常花代）／『オールマン・リバー』
- 1980年2月、『去りゆきし君がために』新人公演：フェルナンド・カステロル（本役：麻実れい）
- 1980年4月、『Star the Sunshine!』（バウ）
- 1980年10月、『花の舞拍子』／『青き薔薇の軍神』（東宝）シャロ
- 1981年11月、『かもめ翔ぶ海』長谷川寿山／『サン・オリエント・サン』
- 1982年1月、『素顔のまヽで…』（バウ）店員A
- 1982年5月、『ジャワの踊り子』スキマン
- 1983年5月、『うたかたの恋』フェルナンド大公／『グラン・エレガンス』
- 1983年8月、『ブルー・ジャスミン』オマール／『ハッピーエンド物語』
- 1983年10月、『ジャワの踊り子』（全国ツアー）カルトロ
- 1984年2月、『うたかたの恋』ブラッド・フィッシュ／『ハッピーエンド物語』（中日）
- 1984年3月、『風と共に去りぬ』ルネ・ピカール
- 1984年9月、『千太郎纏しぐれ』為三／『フル・ビート』
- 1985年1月、『花夢幻』／『はばたけ黄金の翼よ』ジョバンニ
- 1985年2月、『フロムハート物語』（バウ）トム・タクトー[4]

出演者
平みち・北斗ひかる・草笛雅子・杜けあき・紫とも・奈々央とも・飛鳥裕・真笛ひびき・上代粧子・立原かえ・明都ゆたか・野添さゆ紀・千種まみ・名月かなで・岬甲・文月玲・小乙女幸・安輝ひさと・一路万輝・早原みゆ紀・美月亜優・高嶺ふぶき・栗原麗子・桂あさひ・夏生かおり
公演内容
1930年代
アメリカを舞台に、ショー作りを目指す若者たちの情熱、青春を描く物語
- 1985年6月、『愛のカレードスコープ』オスカー／『アンド・ナウ!』
- 1985年9月、『はばたけ黄金の翼よ』ジュリオ・デル・カンポ／『フル・ビート』（全国ツアー）
- 1985年10月、朱里みさをレッスン発表会
- 1986年1月、『ショーボート』（バウ・東京特別）ジュリー ショウボート (ミュージカル) 項目、宝塚を参照
- 1986年2月、『大江山花伝』酒呑童子／『スカイ・ハイ・スカイ』
- 1986年10月、『恋のチェッカー・フラッグ』（バウ）カプラン
- 1987年3月、『宝塚をどり讃歌』／『サマルカンドの赤いばら』ウイグルの王子
- 1987年5月、『リプライズ!』（バウ・東京特別）
- 1987年9月、『梨花 王城に舞う』チンキム皇太子／『ザ・レビュースコープ』
- 1988年1月、『風と共に去りぬ』ベル・ワットリング
- 1988年7月、『たまゆらの記』藤原不比等、藤原武智麻呂（2役）／『ダイナモ!』
- 1988年12月、『ツーロンの薔薇』（バウ・東京特別・名古屋特別・バウ）オットー・ミュラー
- 1989年2月、『ムッシュ・ド・巴里』ドルレアン公爵／『ラ・パッション!』
- 1989年8月、『ベルサイユのばら - アンドレとオスカル編- 』ポリニャック伯爵夫人
- 1989年8月、『スウィート・サマー・ナイト』（バウ）
- 1990年1月、『天守に花匂い立つ』柴山主水正／『ブライト・ディライト・タイム』
- 1990年6月、『黄昏色のハーフムーン』マクダーモット／『パラダイス・トロピカーナ』 ＊退団公演
- 1990年8月、『微笑みをもう一度』（宝塚バウホール）公演 [5]

出演者
北斗ひかる・仁科有理・美月亜優・海峡ひろき・多彩しゅん・五峰亜季・朱未知留・有未れお・五条まい・和央ようか
公演内容
北斗ひかると仁科有理のお別れコンサートである。雪組から8人がパートナーとして加わり公演。
・第一部：ショータイム
・第二部：ケセラ・セラ

## ビデオ・DVD
出演作品
ビデオ・DVD ほかを、記述
- 加山雄三とたからじぇんぬ[6]
- 86TMP音楽祭 ザッツ・ムービー!/TMPV-8B
- 87TMP音楽祭 ラ・シャンソン TMPV-11B
- 風と共に去りぬ(CD)1988年 雪組/TMPC-5A

ムッシュ・ド・巴里/ラ・パッション！(CD)雪組/TMPC-32A
- 天守に花匂い立つ/ブライト・ディライト・タイム（CD）雪組/TMPC-65A

黄昏色のハーフムーン/パラダイス・トロピカーナ（CD）雪組/TMPC-80B
- ベルサイユのばら-アンドレとオスカル編-(ビデオ)雪組/TMPV-31B

ほか
宝塚歌劇団実況LPなど、多数